# Pierrefontaine-les-Varans
Pierrefontaine-les-Varans és un municipi francès situat al departament del Doubs i a la regió de Borgonya - Franc Comtat. L'any 2007 tenia 1.271 habitants.

## Demografia

### Població
El 2007 la població de fet de Pierrefontaine-les-Varans era de 1.271 persones. Hi havia 537 famílies de les quals 155 eren unipersonals (72 homes vivint sols i 83 dones vivint soles), 195 parelles sense fills, 163 parelles amb fills i 24 famílies monoparentals amb fills.
La població ha evolucionat segons el següent gràfic:
Habitants censats

### Habitatges
El 2007 hi havia 621 habitatges, 545 eren l'habitatge principal de la família, 23 eren segones residències i 54 estaven desocupats. 471 eren cases i 150 eren apartaments. Dels 545 habitatges principals, 388 estaven ocupats pels seus propietaris, 145 estaven llogats i ocupats pels llogaters i 12 estaven cedits a títol gratuït; 3 tenien una cambra, 18 en tenien dues, 59 en tenien tres, 107 en tenien quatre i 358 en tenien cinc o més. 393 habitatges disposaven pel capbaix d'una plaça de pàrquing. A 297 habitatges hi havia un automòbil i a 172 n'hi havia dos o més.

### Piràmide de població
La piràmide de població per edats i sexe el 2009 era:
| Homes | Edats   | Dones |
| ----- | ------- | ----- |
| 0     | 95 o +  | 0     |
| 0     | 90 a 94 | 4     |
| 12    | 85 a 89 | 8     |
| 0     | 80 a 84 | 8     |
| 44    | 75 a 79 | 60    |
| 48    | 70 a 74 | 44    |
| 56    | 65 a 69 | 36    |
| 24    | 60 a 64 | 44    |
| 24    | 55 a 59 | 44    |
| 48    | 50 a 54 | 28    |
| 32    | 45 a 49 | 44    |
| 72    | 40 a 44 | 32    |
| 36    | 35 a 39 | 44    |
| 52    | 30 a 34 | 44    |
| 28    | 25 a 29 | 48    |
| 24    | 20 a 24 | 16    |
| 20    | 15 a 19 | 66    |
| 36    | 10 a 14 | 64    |
| 36    | 5 a 9   | 52    |
| 56    | 0 a 4   | 36    |

## Economia
El 2007 la població en edat de treballar era de 751 persones, 574 eren actives i 177 eren inactives. De les 574 persones actives 543 estaven ocupades (308 homes i 235 dones) i 32 estaven aturades (13 homes i 19 dones). De les 177 persones inactives 73 estaven jubilades, 43 estaven estudiant i 61 estaven classificades com a «altres inactius».

### Ingressos
El 2009 a Pierrefontaine-les-Varans hi havia 580 unitats fiscals que integraven 1.392 persones, la mediana anual d'ingressos fiscals per persona era de 15.663 €.

### Activitats econòmiques
Dels 80 establiments que hi havia el 2007, 4 eren d'empreses alimentàries, 3 d'empreses de fabricació de material elèctric, 6 d'empreses de fabricació d'altres productes industrials, 12 d'empreses de construcció, 19 d'empreses de comerç i reparació d'automòbils, 3 d'empreses de transport, 4 d'empreses d'hostatgeria i restauració, 2 d'empreses financeres, 2 d'empreses immobiliàries, 8 d'empreses de serveis, 12 d'entitats de l'administració pública i 5 d'empreses classificades com a «altres activitats de serveis».
Dels 21 establiments de servei als particulars que hi havia el 2009, 1 era una oficina d'administració d'Hisenda pública, 1 gendarmeria, 1 oficina de correu, 1 una oficina bancària, 3 tallers de reparació d'automòbils i de material agrícola, 1 autoescola, 1 paleta, 1 guixaire pintor, 2 fusteries, 2 lampisteries, 4 electricistes i 3 perruqueries.
Dels 8 establiments comercials que hi havia el 2009, 1 era un hipermercat, 2 fleques, 2 carnisseries, 1 una sabateria, 1 una botiga de material de revestiment de parets i terra i 1 una joieria.
L'any 2000 a Pierrefontaine-les-Varans hi havia 51 explotacions agrícoles que ocupaven un total de 1.920 hectàrees.

## Equipaments sanitaris i escolars
El 2009 hi havia 1 farmàcia i 2 ambulàncies.
El 2009 hi havia 1 escola maternal i 1 escola elemental. Pierrefontaine-les-Varans disposava d'un col·legi d'educació secundària amb 165 alumnes.

## Poblacions més properes
El següent diagrama mostra les poblacions més properes.